# مونرو ليف
مونرو ليف (بالإنجليزية: Munro Leaf) (4 ديسمبر 1905، بالتيمور في الولايات المتحدة - 21 ديسمبر 1976، ماريلند في الولايات المتحدة)؛ كاتِب مُتخصِّص في أدب الأطفال، رسام توضيحي وروائي أمريكي. درس في جامعة هارفارد.

## روابط خارجية
- مونرو ليف على موقع ميوزك برينز (الإنجليزية)
- مونرو ليف على موقع إن إن دي بي (الإنجليزية)
- مونرو ليف على موقع ديسكوغز (الإنجليزية)